# ماري آدامز
ماري آدامز (بالإنجليزية: Marie Adams)‏ هي مغنية أمريكية، ولدت في 19 أكتوبر 1925 في مقاطعة كاس في الولايات المتحدة، وتوفيت في 23 فبراير 1998 في هيوستن في الولايات المتحدة.

## وصلات خارجية
- ماري آدامز على موقع ميوزك برينز (الإنجليزية)
- ماري آدامز على موقع أول ميوزيك (الإنجليزية)
- ماري آدامز على موقع ديسكوغز (الإنجليزية)